# The Palace Company
The Palace Company es una empresa hotelera mexicana fundada en 1984, con sede principal en Mérida. La compañía posee y administra hoteles y resorts bajo cuatro marcas distintas: Palace Resorts, Moon Palace, Le Blanc Spa Resorts y Baglioni Hotels & Resorts. Actualmente opera 18 hoteles y resorts, con un total de más de 6 000 habitaciones distribuidas en México, Europa y Asia.

## Historia

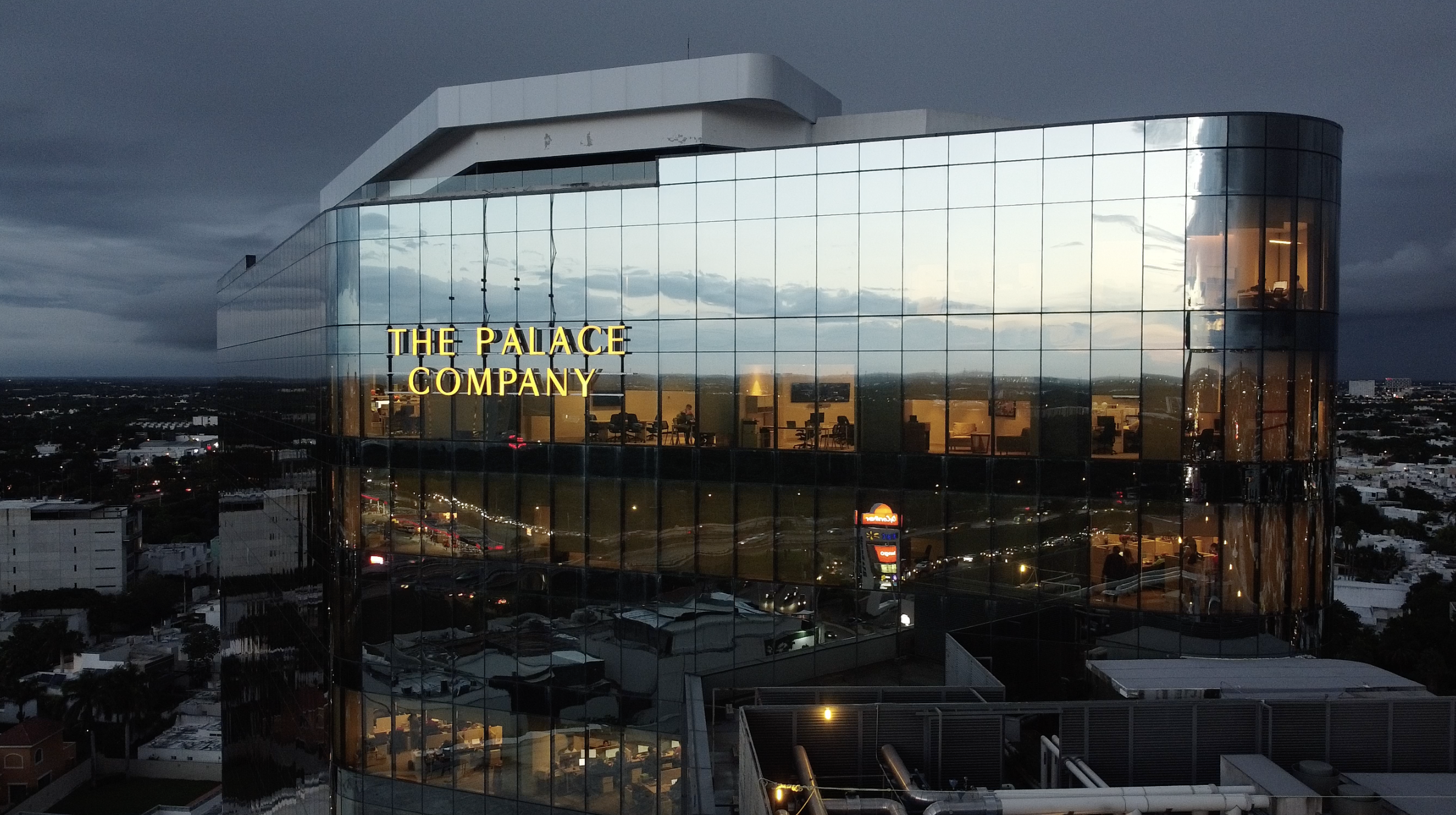
Oficinas The Palace Company

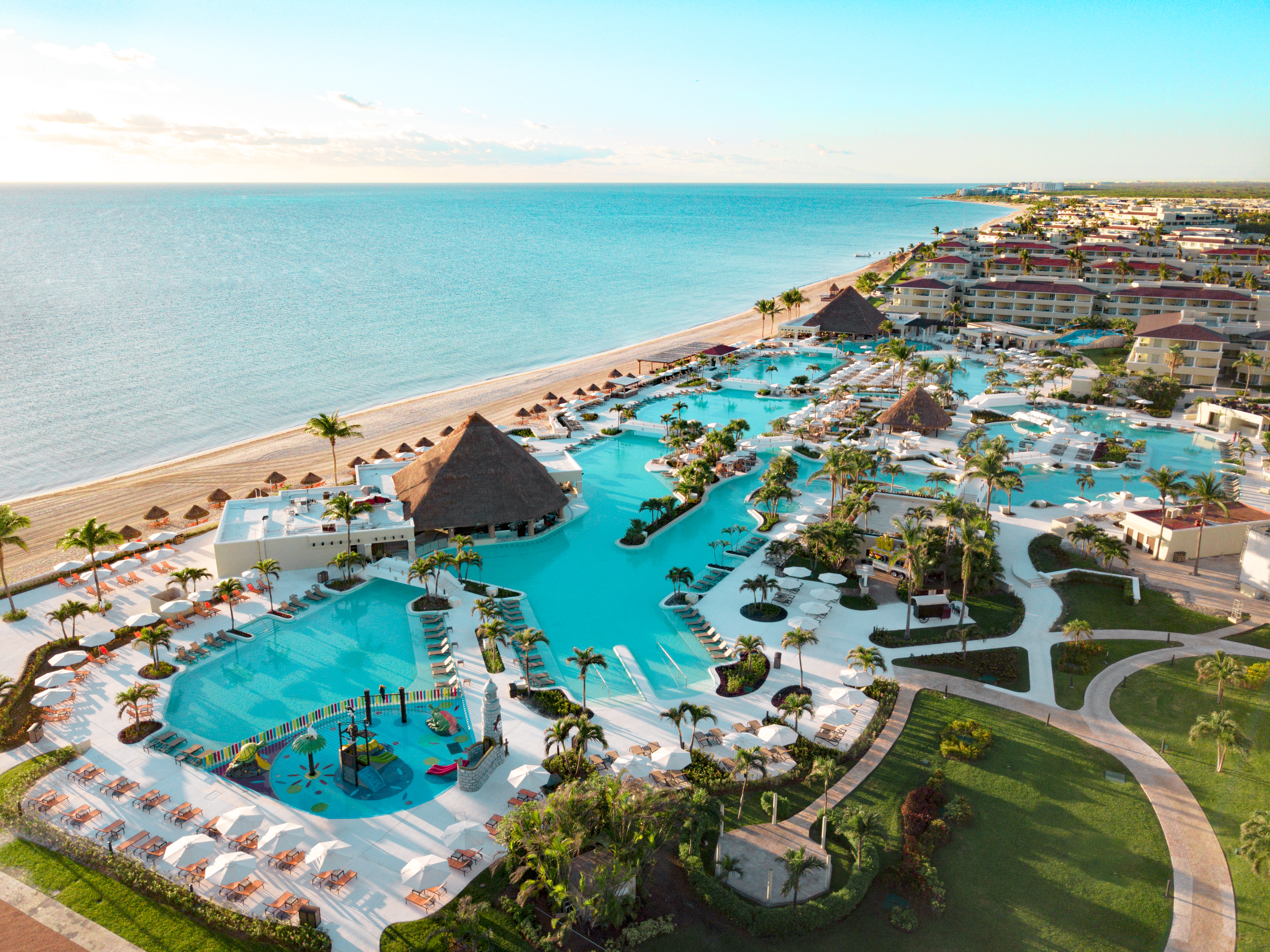
Moon Palace All-Inclusive Resort, Cancún, Mexico

The Palace Company fue fundada en 1984 por José Chapur Zahoul, comenzando con el Cancun Beach Club en Cancún, Quintana Roo. Posteriormente, se implementó el primer plan todo incluido en el hotel Sun Palace Cancún, lo que llevó al desarrollo de la marca Palace Resorts.
Durante la década de 1990, la compañía continuó su expansión con la apertura de Moon Palace Nizuc y Moon Palace Sunrise, que se convirtieron en sus propiedades más grandes en Cancún, operando bajo la marca de Moon Palace.
En los 2000, se sumaron nuevos complejos como Cozumel Palace, Le Blanc Spa Resort y Playacar Palace.
En 2015, la compañía se expandió a Jamaica con la inauguración de Moon Palace Jamaica y, en 2016, se añadió Moon Palace The Grand - Cancún a su portafolio.
En 2018, la marca se extendió a la costa del Pacífico con la apertura de Le Blanc Spa Resort Los Cabos, un complejo solo para adultos con un esquema de todo incluido.
En febrero de 2019, la marca recibió el reconocimiento de Mejor Lugar para Trabajar otorgado por Computrabajo, un ranking que evalúa la satisfacción y bienestar del capital humano dentro de las organizaciones.
En noviembre de 2022, el grupo anunció la adquisición de Baglioni Hotels, incorporando propiedades en Londres, Roma, Venecia, Milán, Florencia, Cerdeña, Apulia y las Maldivas. A raíz de esta expansión, la compañía adoptó el nombre de The Palace Company.
Para 2025, el grupo planea abrir Moon Palace The Grand en Punta Cana, está previsto que se convierta en el complejo turístico de mayor tamaño dentro de Punta Cana.